# Reprezentacja Australii w rugby 7 kobiet
Reprezentacja Australii w rugby 7 kobiet – zespół rugby 7, biorący udział w imieniu Australii w meczach i sportowych imprezach międzynarodowych, powoływany przez selekcjonera, w którym mogą występować wyłącznie zawodnicy posiadający obywatelstwo tego kraju, mieszkający w nim, bądź kwalifikujący się ze względu na pochodzenie rodziców lub dziadków. Za jego funkcjonowanie odpowiedzialny jest Australian Rugby Union, członek Oceania Rugby oraz World Rugby.
Zespół został pierwszy raz powołany w połowie 2008 roku na Mistrzostwa Oceanii w Rugby 7 Kobiet 2008 będące kwalifikacją na 2009 Rugby World Cup Sevens
Jedną z podstaw kwalifikacji do tej drużyny jest uczestnictwo w National Women’s Rugby Sevens Championship organizowanych od 2012 roku.
Pierwszym w historii pełnoetatowym trenerem tego zespołu został powołany w listopadzie 2011 roku Chris Lane, który zrezygnował z posady w lipcu 2013 roku po zajęciu piątego miejsca w Pucharze Świata 2013. Zastąpił go były gracz męskiej kadry Tim Walsh, który po triumfie w sezonie 2015/2016 World Rugby Women’s Sevens Series przedłużył kontrakt o kolejne dwa lata, mając w perspektywie prócz igrzysk w Rio dwa sezony światowego cyklu, debiut żeńskich rozgrywek podczas Igrzysk Wspólnoty Narodów oraz Puchar Świata 2018.
Drużyna w sezonie 2011/2012 uczestniczyła w IRB Women’s Sevens Challenge Cup, we wszystkich trzech turniejach plasując się w pierwszej czwórce. W sezonie 2012/2013 była jednym ze stałych uczestników cyklu IRB Women’s Sevens World Series zajmując ostatecznie piątą lokatę. W kolejnym sezonie Australijki zdominowały cykl wraz z Nowozelandkami, a wygrywając dwa turnieje i będąc w finale kolejnych dwóch uplasowały się na drugim miejscu klasyfikacji generalnej. W sezonie 2014/2015 zajęły łącznie trzecią lokatę kwalifikując się na igrzyska olimpijskie – z czterech finałów, w których wzięły udział, wygrały jeden, w pozostałych dwóch zawodach odniosły jednak ćwierćfinałowe porażki. Pierwszy triumf w klasyfikacji generalnej WSS odniosły w sezonie 2015/2016, następnie zdobyły złoty medal podczas igrzysk w Rio, za co zostały uhonorowane znaczkami pocztowymi wydanymi przez Australia Post.

## Turnieje

### Udział wigrzyskach olimpijskich
| Rok  | Wynik | Źródło |
| ---- | ----- | ------ |
| 2016 | 1.    |        |
| 2020 | 5.    |        |

### Udział wPucharze Świata
| Rok  | Wynik     | Źródło |
| ---- | --------- | ------ |
| 2009 | 1 (Cup)   |        |
| 2013 | 5 (Plate) |        |
| 2018 | 3.        |        |
| 2022 | 1.        |        |

### Udział wWorld Rugby Women’s Sevens Series
| Rok       | Wynik | Źródło |
| --------- | ----- | ------ |
| 2012/2013 | 5.    |        |
| 2013/2014 | 2.    |        |
| 2014/2015 | 3.    |        |
| 2015/2016 | 1.    |        |
| 2016/2017 | 2.    |        |
| 2017/2018 | 1.    |        |
| 2018/2019 | 4.    |        |
| 2019/2020 | 2.    |        |
| 2021/2022 | 1.    |        |
| 2022/2023 | 2.    |        |

### Udział wmistrzostwach Oceanii
| Rok  | Wynik | Źródło |
| ---- | ----- | ------ |
| 2007 | –     |        |
| 2008 | 1.    |        |
| 2012 | 2.    |        |
| 2013 | 1.    |        |
| 2014 | 2.    |        |
| 2015 | –     |        |
| 2016 | 1.    |        |
| 2017 | 2.    |        |
| 2018 | 1.    |        |
| 2019 | 1.    |        |
| 2021 | 2.    |        |
| 2022 | 2.    |        |
| 2023 | 1.    |        |

### Udział wIgrzyskach Wspólnoty Narodów
| Rok  | Wynik | Źródło |
| ---- | ----- | ------ |
| 2018 | 2.    |        |
| 2022 | 1.    |        |